# Серогодский, Василий Александрович
Василий Александрович Серогодский (21 января 1919, дер. Германов Починок — 24 декабря 1942) — командир звена 69-го истребительного авиационного полка, гвардии лейтенант. Герой Советского Союза.

## Биография
Родился 21 января 1919 года в деревне Германов Починок ныне Васильевского сельского поселения Солигаличского района Костромской области в семье крестьянина. Русский. Член ВКП(б) с 1941 года. Окончил 5 классов семилетней школы, школу ФЗУ. Работал на заводе в Ленинграде. В 1936 году поступил в Ленинградский аэроклуб.
В Красной Армии с 1937 года. По комсомольской путёвке направлен в Борисоглебскую военную авиационную школу лётчиков, которую закончил в 1938 году. Службу начал в Заполярье. Оттуда попал в Одессу, где в составе 69-го полка встретил Великую Отечественную войну.
Особо отличился в дни героической обороны Одессы. Вылетал по три, а то и по четыре раза, и не только в составе своей эскадрильи, но и «перехватывал» возможность вылетать в составе других групп и эскадрилий. 6 августа Серогодского назначили командиром звена. Это означало, что его доля ответственности за выполнение боевых заданий заметно возросла.
В конце сентября был представлен к званию Героя Советского Союза. Всего в небе города-героя совершил 139 боевых вылетов, в том числе 60 штурмовок живой силы и техники румыно-германских войск и провёл более 22 воздушных боёв, в которых лично сбил 3 самолёта и в группе с товарищами — 5 самолётов противника.
Указом Президиума Верховного Совета СССР 10 февраля 1942 года лейтенанту Серогодскому Василию Александровичу присвоено звание Героя Советского Союза с вручением ордена Ленина и медали «Золотая Звезда».
Он дрался против фашистов в сорок втором под Харьковом. Участвовал в составе своего, уже гвардейского, истребительного полка в Сталинградской битве. Здесь он водил в бой уже не звено, а эскадрилью на новых самолётах Як-1. Общий счёт его боевых вылетов достиг 228.
Погиб Серогодский не в бою. Разбился 24 декабря 1942 года во время испытательного полёта самолёта, который должен был перегнать в полк с места старого базирования Захоронен на территории городского парка в городе Палласовка Волгоградской области.
Награждён орденом Ленина, двумя орденами Красного Знамени (05.11.1941; 22.09.1942), медалями.

## Память
В городе Палласовка Волгоградской области ему установлен памятник, именем Героя названа улица.